# Apfelbach (Ruwer)
Der Apfelbach oder Apfelbachsflößchen ist ein linker Zufluss der Ruwer bei Lampaden im rheinland-pfälzischen Landkreis Trier-Saarburg.

## Verlauf
Der Apfelbach entspringt auf etwa 337 Meter über NN, hat eine Länge von knapp 1 Kilometer und mündet auf etwa 260 Meter über NN von links in die Ruwer.